# Blagoje Stevkovski
Blagoje Stevkovski, makedonski general, * 15. avgust 1915, Kumanovo, † 3. december 1965, Skopje.

## Življenjepis
Stevkovski je postal leta 1935 član KPJ. Leta 1941 se je pridružil NOVJ; med vojno je bil na različnih partijsko-političnih položajih, nato pa je bil od leta 1943 politični komisar več enot.
Po vojni je bil vojaški tožilec JLA, pomočnik poveljnika za zaledje vojaškega področja,...